# Alerta meteorológico
Um alerta meteorológico é um alerta emitido por serviços de meteorologia para informar o público sobre condições meteorológicas perigosas que estão ocorrendo ou são iminentes. Alertas deste tipo foram criados para ajudar as pessoas a se manterem seguras e tomarem medidas imediatas quando necessário.

## Contexto
Um estudo da ONG Germanwatch divulgado no início de 2025 apontou que cerca de 800 mil pessoas morreram em 30 anos, entre 1993 e 2022, em cerca de 9.400 eventos climáticos extremos.
A OMM (Organização Meteorológica Mundial) também incentiva que os países adotem sistemas de alertas, enfatizando que apenas pouco mais de 65% dos países membros têm serviços de alerta e alerta disponíveis 24 horas por dia, 7 dias por semana.
Hoje, um terço da população mundial, principalmente nos países menos desenvolvidos e em pequenos Estados insulares em desenvolvimento, ainda não conta com sistemas de alerta precoce... Isso é inaceitável, especialmente com os impactos climáticos certamente se agravando. Alertas precoces e ações salvam vidas. Para tanto, anuncio hoje que as Nações Unidas liderarão novas ações para garantir que todas as pessoas na Terra estejam protegidas por sistemas de alerta precoce dentro de cinco anos. (António Guterres, Secretário-Geral da ONU)

## Conceitos-chave
- Fique atento e esteja preparado: há condições favoráveis para condições meteorológicas severas, mas elas ainda não estão ocorrendo; é necessário ficar atento e se preparar.
- Aja agora: condições meteorológicas severas estão ocorrendo ou estão prestes a ocorrer; é necessário agir para se proteger.

## Alertas
De forma geral, os países adotam escalas de cores como alertas, sendo as cores mais escuras as que representam mais perigo para eventos meteorológicos severos e, portanto, com risco de morte. 
| Cor | Nível de alerta  | Significado                                      | Oservações                                                                                    |
| --- | ---------------- | ------------------------------------------------ | --------------------------------------------------------------------------------------------- |
|     | Baixíssimo       | Não há condições para tempo severo               | Em geral não há emissão de alertas verdes                                                     |
|     | Baixo            | Há pouco risco para condições de tempo severo    | É em geral o primeiro alerta emitido e significa que é necessário ficar atento                |
|     | Médio (moderado) | Há risco moderado para condições de tempo severo | Significa que é necessário estar atento e preparado para risco iminente                       |
|     | Alto             | Há grande risco para tempo severo                | Significa que é necessário agir imediatamente                                                 |
|     | Muito alto       | Há risco intenso para tempo severo               | Em geral o mais alto existente, significa que é necessário ação imediata para proteger a vida |
|     | Extraordinário   | Há risco extremo para tempo severo               | Significa perigo extraordinário para tempo severo; há grande risco de morte                   |

## Tipos de perigos meteorológicos
Alertas são emitidos para diversos eventos meteorológicos e suas consequências, como:
- Chuvas
- Enchentes
- Deslizamentos de terras
- Raios
- Granizo
- Nevascas (neve)
- Neblina (nevoeiro)
- Tornados
- Ciclones tropicais, subtropicais e extratropicais
- Ventos
- Agitação marítima
- Calor
- Frio

## Sistemas de alertas ao redor do mundo

### Brasil
O Inmet usa quatro cores de alerta: amarelo, laranja, vermelho e preto. Já a Defesa Civil nacional usa só amarelo, laranja e vermelho.
| Cor | Significado                                                                                            |
| --- | --- |
|     | Um evento meteorológico severo pode acontecer nas próximas 120 horas                                   |
|     | Um evento meteorológico severo pode acontecer nas próximas 72 horas                                    |
|     | Um evento meteorológico severo pode acontecer nas próximas 24 horas                                    |
|     | Aviso extraordinário de risco iminente, pois um evento meteorológico pode acontecer a qualquer momento |

#### Rio Grande do Sul
Em maio de 2025, um ano após as enchentes que causaram a maior catástrofe natural no estado, a Defesa Civil do RS anunciou que passaria a usar uma escala de cores associada a textos explicativos.
| Cor | Significado                         |
| --- | ----------------------------------- |
|     | Situação de normalidade             |
|     | Alerta moderado; esteja atento      |
|     | Alerta alto; esteja preparado       |
|     | Alerta muito alto; tome uma atitude |
|     | Alerta extremo; aja imediatamente   |

### Estados Unidos
Os Estados Unidos adotam três cores de alerta o amarelo, o laranja e o vermelho, mas estados podem ter suas próprias cores.
| Cor | Significado                                                                        |
| --- | ---------------------------------------------------------------------------------- |
|     | Risco significativo, mas sua ocorrência, localização ou momento ainda são incertos |
|     | Um evento meteorológico perigosos está ocorrendo ou é provável                     |
|     | Um evento meteorológico perigoso está ocorrendo ou é imininente; há risco de morte |

### Hong Kong
Os alertas se referem especialmente às chuvas. "A chuva pode ser particularmente forte e persistente durante maio e junho, causando graves interrupções no trânsito e, em algumas ocasiões, grandes inundações e deslizamentos de terra, resultando em vítimas", diz o Observatório de Hong Kong.
| Cor | Significado                                              |
| --- | -------------------------------------------------------- |
|     | É necessário se preparar                                 |
|     | Atividades ao ar livre devem ser suspensas               |
|     | É necessário ficar em casa ou se abrigar em local seguro |

### Portugal
Portugal também usa uma escala de cores, amarelo, laranja e vermelho, para seus alertas. "Os Avisos são emitidos em relação às seguintes situações: vento forte, precipitação forte, queda de neve, trovoada, frio, calor, nevoeiro persistente e agitação marítima", diz o IPMA (Instituto Português do Mar e da Atmosfera) em seu portal.
| Cor | Significado                                                                                            |
| --- | --- |
|     | Não se prevê nenhuma situação meteorológica de risco                                                   |
|     | Situação de risco para determinadas atividades; fique atento                                           |
|     | Situação meteorológica de risco moderado a elevado; fique atento e siga as orientações das autoridades |
|     | Situação meteorológica de risco extremo; fique atento e siga as orientações das autoridades            |

### Reino Unido
O Reino Unido adota três cores de alerta, o amarelo, o âmbar (laranja) e o vermelho. Neste país, como em muitos outros do oeste da Europa, a maioria destes alertas são emitidos no outono e inverno, na temporada anual de tempestades. Alertas vermelhos, no  entanto, são raramente emitidos.
| Cor | Significado |
| --- | --- |
|     | Verifique a previsão to tempo e considere tomar medidas para minimizar os impactos                             |
|     | Altere os planos que podem ser afetados pelo clima e tome medidas para proteger a si mesmo e à sua propriedade |
|     | Tome medidas imediatas para manter a si mesmo e a outras pessoas protegidas; há risco de morte                 |